# Paul Michell Carrillo de Cáceres
Paul Michell Carrillo de Cáceres (Mérida, Yucatán; 4 de agosto de 1972) es un político mexicano. Fue Presidente Municipal de Benito Juárez, Quintana Roo, municipio que tiene su cabecera en la ciudad de Cancún.

## Vida política
En sus inicios en la administración pública fue director de Eventos en la Secretaría Estatal de Turismo de 1996 a 1998. En el 2007, desempeñó el cargo de director general de Participación Ciudadana en el ayuntamiento de Benito Juárez y en 2008, fue delegado del Instituto de Fomento a la Vivienda y Regularización de la Propiedad en el municipio. Fue diputado local en la XIII Legislatura en el Congreso del Estado de Quintana Roo presidiendo la Comisión de Turismo, cargo del cual pidió licencia para contender por la candidatura a presidente municipal.

## Cargos y candidaturas
- Candidato a Presidente Municipal por el municipio de Benito Juárez (mayo de 2013 – julio de 2013)
- Presidente del PRI Municipal en Cancún Benito Juárez (julio de 2012 – abril de 2013)
- Presidente del PRI Municipal en Benito Juárez (noviembre de 2007 – abril de 2008)
- Secretario General del Frente Juvenil Revolucionario en Cancún Benito Juárez (1997 – 1998)
- 2011-2012 Diputado del X Distrito del Congreso del Estado de Quintana Roo.[3]

## Presidente municipal de Benito Juárez
Desde su toma de posesión marcó una gran distancia con su antecesor Julián Ricalde Magaña. Renegoció la deuda, mejoró la reaudación de impuesto predial y empleó mucha obra pública. La Secretaría de Gobernación a través del Instituto Nacional para el Federalismo y el Desarrollo Municipal (Inafed) por la participación destacada en el programa Agenda para el Desarrollo Municipal 2014. También recibió la certificación PROSARE (Programa de Reconocimiento y Operación del Sistema de Apertura Rápida de Empresas) para Benito Juárez, otorgada por la Comisión Federal de Mejora Regulatoria (Cofemer), adscrita a la Secretaría de Economía por mantener, a través de la Ventanilla Única de Trámites y Servicios, un módulo que optimiza la regularización de trámites a los ciudadanos.

### Mejora financiera y renegociación de la deuda
La administración anterior dejó una deuda de: $1,500 millones de pesos con diverso bancos, pagos pendientes (5 meses) al IMSS por $25 millones de pesos y a un adeudo al SAT por $50 millones de pesos. Gracias a la reestructuración llevó a que agencias como 
Moody`s y Fitch Ratings mejorando paulatinamente de la calificación llegando a BBB+(mex), A3.mx y Ba3 al Final de su administración.

### Certificación Bandera Azul
Como parte de su objetivo para mejora la deteriorada imagen de los espacios públicos turísticos. Durante su gobierno se logró la Certificación Internacional Bandera Azul cumpliendo cerca de 33 criterios tanto ambientales y sociales; como lo son: baños, regaderas, acceso para persona de capacidades diferentes, juegos infantiles, botes de basura, entre otros. Las playa certificadas son: "Chac Mol", "Las Perlas", "Delfines", "Ballenas", "Marlín" y "El Niño".